# Fauconnet d'Afrique
Polihierax semitorquatus
Espèce
Répartition géographique
Statut de conservation UICN

 LC  : Préoccupation mineure
Statut CITES
Le Fauconnet d'Afrique (Polihierax semitorquatus) est une espèce de rapaces diurnes de la famille des Falconidae vivant dans l'est et le sud de l'Afrique. C'est le plus petit rapace de ce continent.

## Description

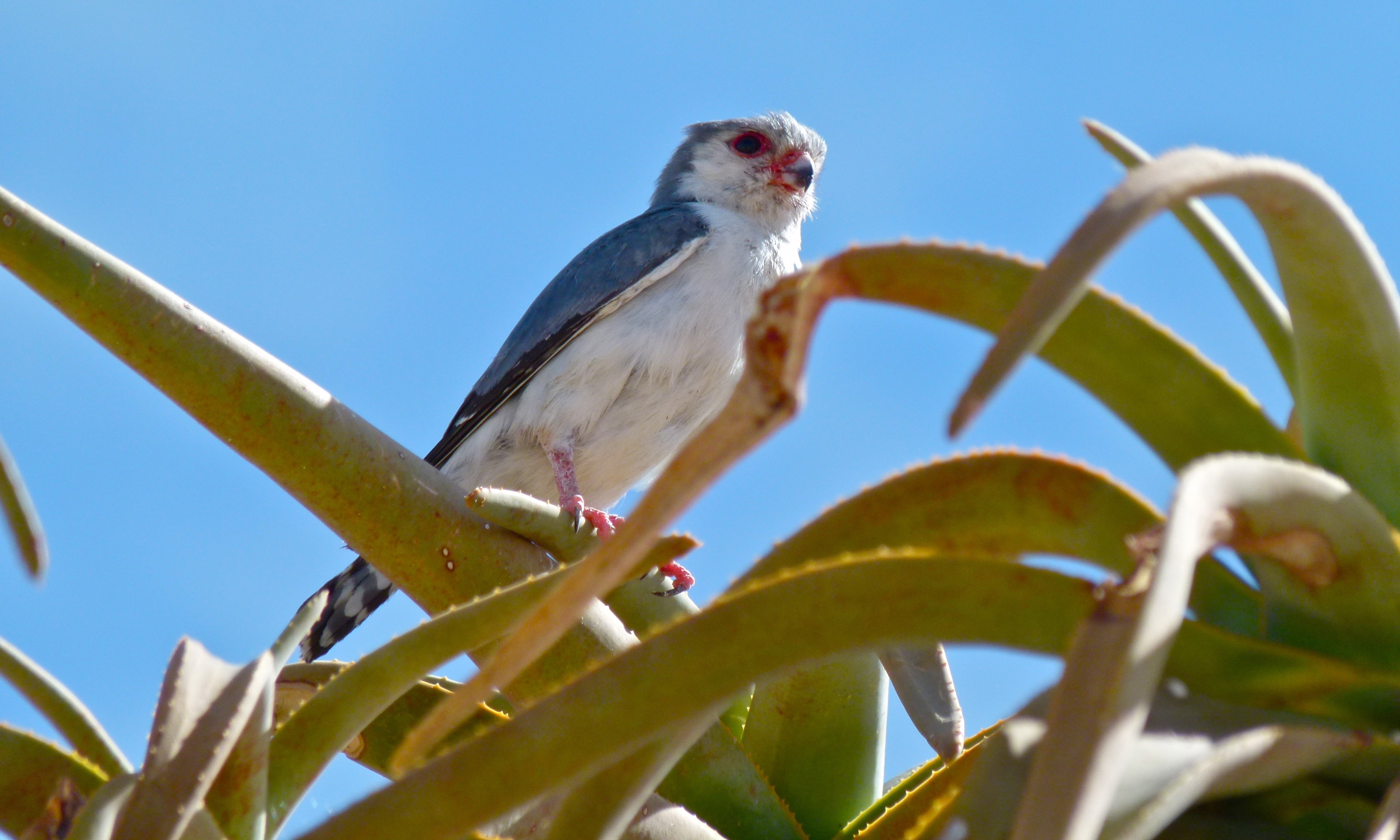
Fauconnet d'Afrique (Parc national des Chutes d'Augrabies, Afrique du Sud)
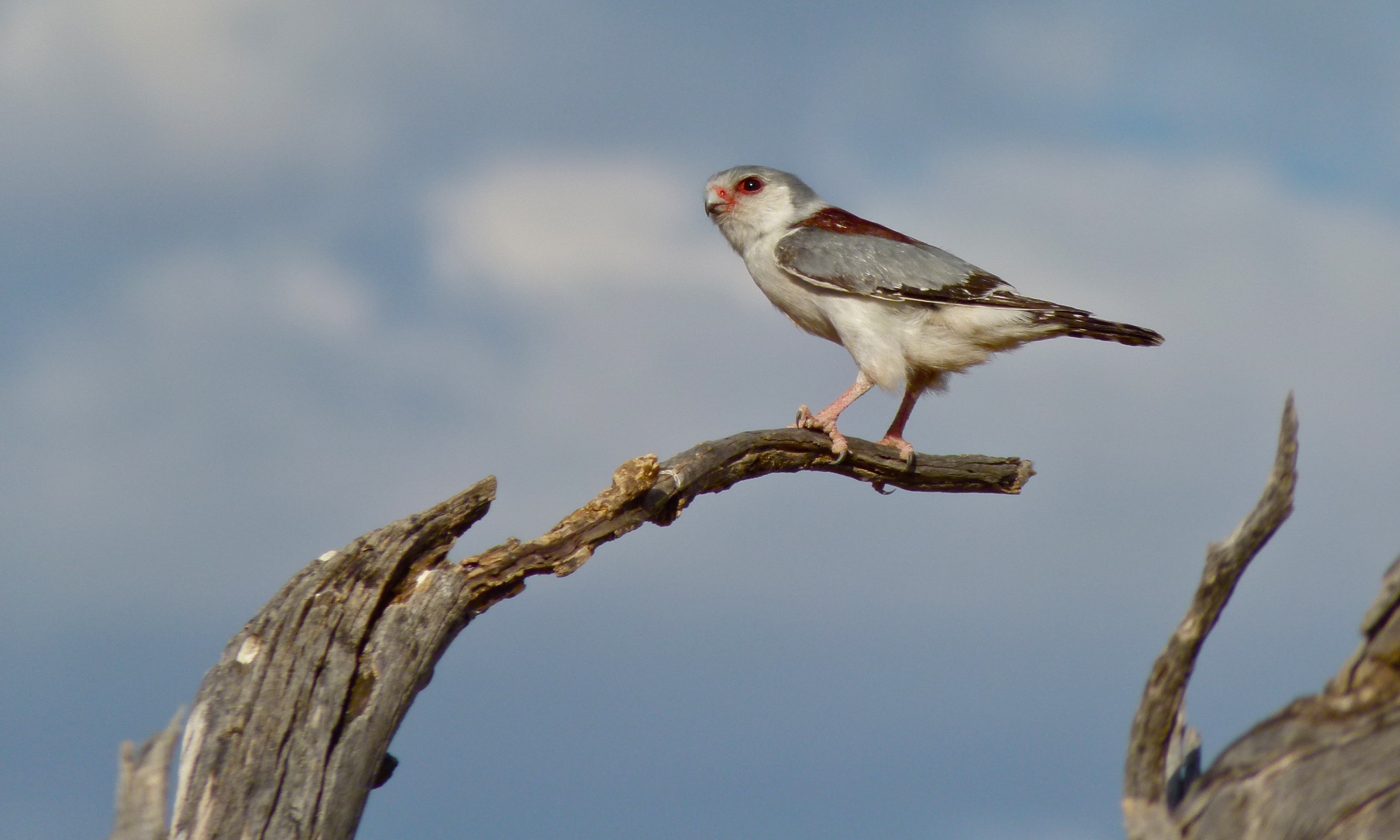
Fauconnet d'Afrique ♀ (Parc transfrontalier de Kgalagadi, Afrique du Sud)